# Joy (2015)
Joy is een Amerikaanse biografische film uit 2015 onder regie van David O. Russell, met in de hoofdrollen Jennifer Lawrence, Robert De Niro en Bradley Cooper. De film beschrijft het leven van de uitvindster Joy Mangano.

## Verhaal
Joy Mangano (Jennifer Lawrence) is een gescheiden alleenstaande moeder van drie kinderen. Ze woont samen met haar ex-man, haar vader, haar oma, haar moeder en haar 3 kinderen in een huis.  Dankzij eenvoudige uitvindingen zoals de "Miracle Mop" en de "Huggable Hangers" wordt ze schatrijk. Via optredens in teleshoppingzenders wordt ze bekend in de VS en bouwt ze een succesvol zakenimperium op.

## Rolverdeling
| Acteur              | Personage                     |
| ------------------- | ----------------------------- |
| Jennifer Lawrence   | Joy Mangano                   |
| Isabella Cramp      | De jonge Joy                  |
| Robert De Niro      | Rudy Mangano, Joy’s vader     |
| Bradley Cooper      | Neil Walker,afgevaardigde QVC |
| Édgar Ramírez       | Tony Miranne Joy’s ex-man     |
| Elisabeth Röhm      | Peggy, Joy’s zus              |
| Dascha Polanco      | Jackie, Joy’s beste vriendin  |
| Isabella Rossellini | Rudy Mangano’s vriendin       |
| Diane Ladd          | Joy’s grootmoeder             |
| Virginia Madsen     | Carrie, Joy’s moeder          |

## Productie
Het filmen begon op 16 februari 2015 in Boston (Massachusetts), waarna vervolgens onder andere in Wilmington (Massachusetts) en North Reading gefilmd werd in maart en april. 
Dit is na Silver Linings Playbook (2012) en American Hustle (2013), de derde samenwerking tussen David O. Russell, Jennifer Lawrence, Bradley Cooper en Robert De Niro.